# Sport Lisboa e Benfica (futsal)
Pour le club omnisport, voir Sport Lisboa e Benfica (omnisports).
Pour les articles homonymes, voir Benfica (homonymie).
Maillots
Actualités
La section futsal du Sport Lisboa e Benfica est fondée en 2001 et basée à Lisbonne.
Dès sa création, l'équipe devient un concurrent du Sporting Portugal sur le futsal portugais. Benfica remporte les trois compétitions nationales au cours des saisons 2006-07 et 2011-12.
Sur le plan continental, Benfica est la première équipe portugaise à remporter la Coupe de futsal de l'UEFA, en 2010. Deux ans plus tard, le club est classé premier au coefficient de la compétition. Il est auparavant finaliste de la C1 en 2004.

## Histoire
La section futsal du SL Benfica est créée en 2001. L'équipe intègre directement le Championnat de première division.
Dès 2004, Benfica atteint la finale de la Coupe UEFA jouée en aller-retour et perdue contre les Espagnols d'Inter FS (5-7 au total).
En 2010, Benfica organise le final four de la Coupe d'Europe pour lequel il s'est qualifié. Il sort vainqueur de la finale contre Inter FS (3-2 a. p.).
Tenant du titre en Coupe UEFA, Benfica perd ses deux rencontres du final four de l'édition 2010-2011 et termine à la quatrième place.
Qualifié pour le tournoi final de la Coupe UEFA 2015-2016, le Benfica remporte le match pour la troisième place contre Pescara (2-2 t. a. b. 2-0).
L'équipe remporte son groupe du tour préliminaire de la Coupe de l'UEFA 2018-2019.
Pour la Ligue des champions 2020-2021, au format modifié à cause de la pandémie de Covid-19 en Europe, Benfica fait partie des neuf clubs au meilleur coefficient UEFA directement qualifiés pour les seizièmes de finale. L'équipe portugaise est éliminée en quart de finale.
En avril 2021, l'équipe féminine du Benfica devient championne nationale de futsal féminin et conserve le titre déjà obtenu en 2017, 2018 et 2019. Alors qu’il reste encore trois matchs à disputer, l'équipe dirigée par Pedro Henriques compte onze victoires en onze matchs disputés. Toute compétitions confondues, le SLB en est alors à vingt matches officiels pour autant de victoires et deux autres sacres en Coupe de la Ligue et Coupe du Portugal.
En C1 2021-2022, Benfica remporte son groupe du tour principal avec trois victoires en autant de matchs. L'équipe réalise la même performance lors du Tour élite et accède au Final four.

## Palmarès

### Titres et trophées
Benfica est le deuxième club masculin de futsal le plus titré du Portugal avec huit championnats nationaux, 18 coupes nationales et la Ligue des champions en 2010.
En 2020-2021, l'équipe féminine du Benfica devient championne nationale de futsal féminin, conserve donc le titre déjà obtenu en 2017, 2018 et 2019 et réalise le triplé avec deux autres sacres en Coupe de la Ligue et Coupe du Portugal. Cela confirme l’hégémonie totale du Benfica, qui remporte alors toutes les compétitions nationales de futsal féminin depuis 2016-2017.
| Palmarès masculin | Palmarès féminin |
| --- | --- |
| - Ligue des champions (1) - Vainqueur : 2010 - Finaliste : 2004 - Coupe d'Europe des vainqueurs de coupe - Finaliste : 2007 - Championnat du Portugal (8) - Vainqueur : 2003, 2005, 2007, 2008, 2009, 2012, 2015 et 2019 - Finaliste : 2002, 2004, 2006, 2010, 2011, 2013, 2016, 2018 - Coupe du Portugal (7) - Vainqueur : 2003, 2005, 2007, 2009, 2012, 2015 et 2017 - Finaliste : 2006, 2010, 2011, 2014, 2016, 2019 - Supercoupe du Portugal (8) - Vainqueur : 2003, 2006, 2007, 2009, 2011, 2012, 2015 et 2016 - Finaliste : 2005, 2008 - Coupe de la ligue du Portugal (3) - Vainqueur : 2018, 2019 et 2020 | - Championnat du Portugal (4) - Vainqueur : 2017, 2018, 2019 et 2021 - Coupe du Portugal (6) - Vainqueur : 2014, 2016, 2017, 2018, 2019 et 2020 - Coupe nationale (5) - Vainqueur : 2005, 2006, 2007, 2008 et 2010 - Supercoupe du Portugal (6) - Vainqueur : 2014, 2016, 2017, 2018, 2019 et 2021 - Coupe de la ligue du Portugal (1) - Vainqueur : 2021 |

### Bilan par saison
| Bilan par saison masculine | Bilan par saison masculine                | Bilan par saison masculine                | Bilan par saison masculine                | Bilan par saison masculine                | Bilan par saison masculine | Bilan par saison masculine | Bilan par saison masculine |
| Saison                     | Championnat du Portugal                   | Championnat du Portugal                   | Coupe du Portugal                         | Coupe de la ligue                         | Supercoupe du Portugal     | Coupe d'Europe             | Coupe d'Europe             |
| Saison                     | Phase régulière                           | Playoffs                                  | Coupe du Portugal                         | Coupe de la ligue                         | Supercoupe du Portugal     | Nom                        | Tour                       |
| -------------------------- | ----------------------------------------- | ----------------------------------------- | ----------------------------------------- | ----------------------------------------- | -------------------------- | -------------------------- | -------------------------- |
| 2001-2002                  | 2d                                        | —                                         | quart de finaliste                        | pas de compétition                        | —                          | —                          | —                          |
| 2002-2003                  | champion (1)                              | —                                         | vainqueur (1)                             | pas de compétition                        | —                          | —                          | —                          |
| 2003-2004                  | 2d                                        | —                                         | 3e tour                                   | pas de compétition                        | vainqueur (1)              | C1                         | finaliste                  |
| 2004-2005                  | 1er                                       | champion (2)                              | vainqueur (2)                             | pas de compétition                        | —                          | —                          | —                          |
| 2005-2006                  | 2d                                        | finaliste                                 | finaliste                                 | pas de compétition                        | finaliste                  | C1                         | 2d tour                    |
| 2006-2007                  | 1er                                       | champion (3)                              | vainqueur (3)                             | pas de compétition                        | vainqueur (2)              | C2                         | finaliste                  |
| 2007-2008                  | 1er                                       | champion (4)                              | 2d tour                                   | pas de compétition                        | vainqueur (3)              | C1                         | tour élite                 |
| 2008-2009                  | 1er                                       | champion (5)                              | vainqueur (4)                             | pas de compétition                        | finaliste                  | C1                         | tour élite                 |
| 2009-2010                  | 3e                                        | finaliste                                 | finaliste                                 | pas de compétition                        | vainqueur (4)              | C1                         | vainqueur                  |
| 2010-2011                  | 1er                                       | finaliste                                 | finaliste                                 | pas de compétition                        | —                          | C1                         | 4e place                   |
| 2011-2012                  | 1er                                       | champion (6)                              | vainqueur (5)                             | pas de compétition                        | vainqueur (5)              | —                          | —                          |
| 2012-2013                  | 2d                                        | finaliste                                 | quart de finaliste                        | pas de compétition                        | vainqueur (6)              | C1                         | tour principal             |
| 2013-2014                  | 1er                                       | demi-finaliste                            | finaliste                                 | pas de compétition                        | —                          | —                          | —                          |
| 2014-2015                  | 1er                                       | champion (7)                              | vainqueur (6)                             | pas de compétition                        | —                          | —                          | —                          |
| 2015-2016                  | 2d                                        | finaliste                                 | finaliste                                 | 1er tour                                  | vainqueur (7)              | C1                         | 3e place                   |
| 2016-2017                  | 2d                                        | demi-finaliste                            | vainqueur (7)                             | 1er tour                                  | vainqueur (8)              | —                          | —                          |
| 2017-2018                  | 2d                                        | finaliste                                 | finaliste                                 | vainqueur (1)                             | finaliste                  | —                          | —                          |
| 2018-2019                  | 1er                                       | champion (8)                              | finaliste                                 | vainqueur (2)                             | —                          | C1                         | tour élite                 |
| 2019-2020                  | annulé à cause de la pandémie de Covid-19 | annulé à cause de la pandémie de Covid-19 | annulé à cause de la pandémie de Covid-19 | annulé à cause de la pandémie de Covid-19 | finaliste                  | C1                         | tour élite                 |
| 2020-2021                  | 2d                                        | finaliste                                 | annulé                                    | finaliste                                 | annulé                     | C1                         | quart de finaliste         |

## Personnalités

### Joueurs et joueuses notables

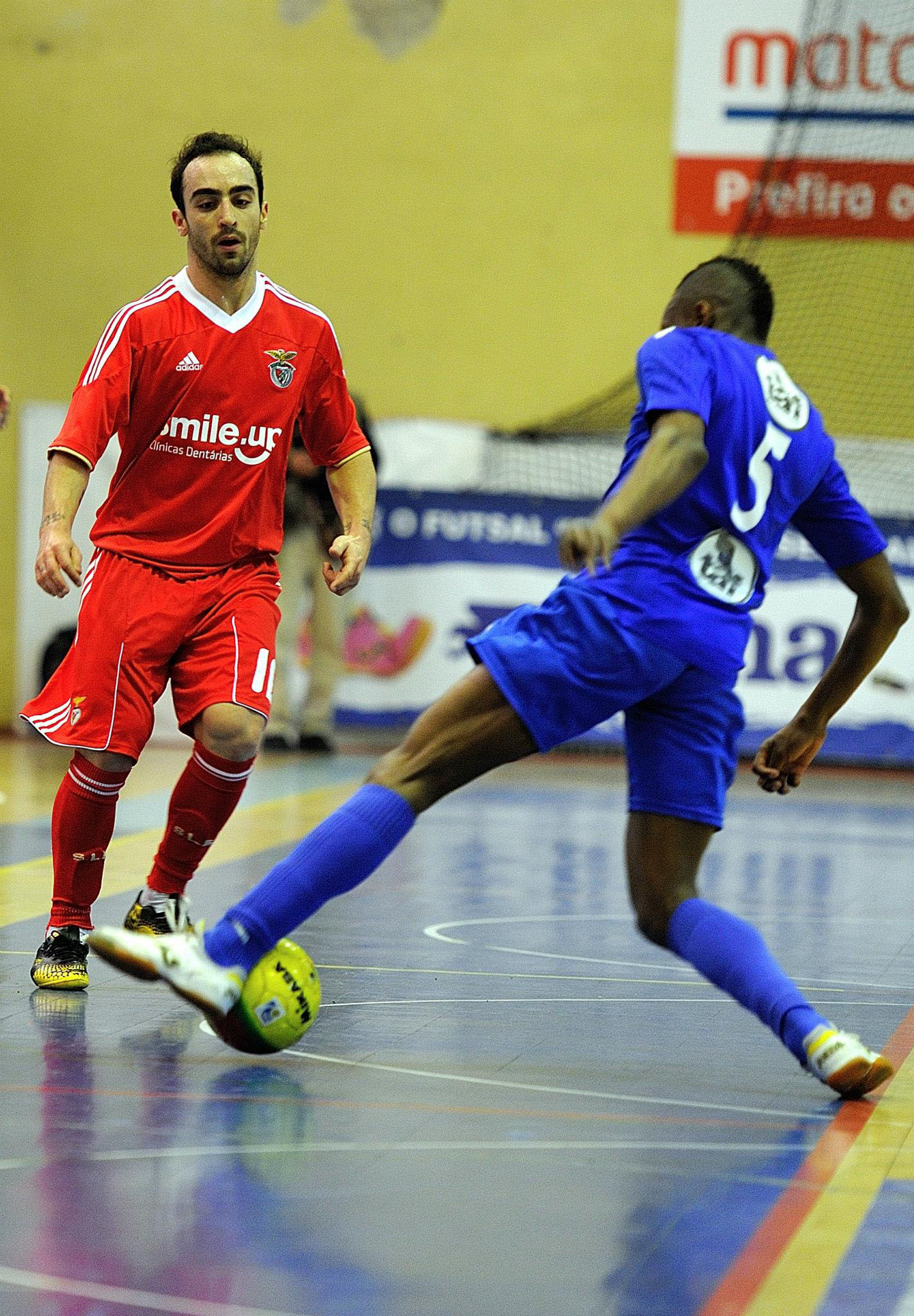
Ricardinho avec Benfica en mars 2012.

Ricardinho rejoint le Benfica Lisbonne en 2003, découvrant dans le même temps la sélection lusitanienne. Au sein de la capitale lisboète, avec qui il remporte six titres de champion, il devient peu à peu l’un des meilleurs futsaleurs du monde. Après le titre européen du Benfica en 2010, Ricardinho remporte le prix FutsalPlanet du meilleur joueur de l’année. Il s’exile ensuite au Japon, à Nagoya, avant de tenter une expérience russe au CSKA Moscou, puis de revenir au Benfica jusqu'en 2012.
Bon nombre d'internationaux portugais passent par Benfica : notamment Ricardinho, Bruno Coelho, Pedro Costa ou encore Arnaldo Pereira.
Après Ricardinho, le Benfica comprend un second joueur élu meilleur joueur du monde alors qu'il est dans ses rangs. La joueuse Ana Catarina remporte la récompense en 2018, 2020 et 2021.